# Mirebeau
Mirebeau ist eine französische Gemeinde mit 2144 Einwohnern (Stand 1. Januar 2022) im Département Vienne in der Region Nouvelle-Aquitaine; sie gehört zum Arrondissement Poitiers und zum Kanton Migné-Auxances.

## Geschichte
Graf Fulko Nerra von Anjou eroberte Mirebeau und ließ hier eine Burg errichten. Sein Sohn Geoffroy II. hielt hier nach seinem Sieg in der Schlacht bei Moncontour (1033) den unterlegenen Herzog Wilhelm VI. von Aquitanien fünf Jahre lang fest. Seitdem bis zur Revolution gehörte Mirebeau zum Anjou.
Mitte Juli 1202 wurde Eleonore von Aquitanien von der französischen Armee in Mirebeau belagert. Erst die Ankunft ihres Sohnes, des englischen Königs Johann Ohneland, am 1. August rettete sie.
Im 14. Jahrhundert wurde Mirebeau zur Baronie erhoben, zu der 114 Lehen gehörten. 1789 wurden Mirebeau und Moncontour von der Sénéchaussée de Saumur abgetrennt und dem neuen Département Vienne zugeordnet.

### Bevölkerungsentwicklung
- 1962: 2072
- 1968: 2142
- 1975: 2270
- 1982: 2379
- 1990: 2299
- 1999: 2254

## Wappen
Beschreibung: Im gevierten Wappen in Rot ein silberner Pfahl und in Silber ein roter Balken.

## Sehenswürdigkeiten
- Burgruine (11. Jahrhundert, 1621 zerstört)
- Reste der Mauern der Zitadelle (Monument historique)
- Schloss im Ortsteil Rochefort (ab 1475 als Ersatz für ein niedergebranntes älteres Bauwerk gebaut)
- Grange aux Dîmes (Zehntscheuer, 13. Jahrhundert)
- Aumônerie Saint-Jean (1185)
- Kirche Notre-Dame de Mirebeau (12. und 16. Jahrhundert)
- Priorei Saint-André (gegründet 1051/53, Monument historique)
- Klarissenkonvent (15. Jahrhundert, Monument historique)
- Kirchenruine Saint-Pierre (12. Jahrhundert)
- Kirche von Bournezeau (16. Jahrhundert, Monument historique)
- Pfarrkirche Notre-Dame in Seuilly (12. Jahrhundert)
- Reste der Kirche Saint-Hilaire (12. Jahrhundert) innerhalb der Mairie

## Persönlichkeiten
- Paul-Marie Coûteaux (* 1956), Europaabgeordneter und Schriftsteller, wohnhaft in Mirebeau
- Maurice Aguillon, Widerstandskämpfer, geboren in Mirebeau

## Städtepartnerschaften
- Bassemyam, Burkina Faso
- Membrilla, Spanien
- Regen, Deutschland
- Saint-Raymond, Kanada